# Macario II di Gerusalemme
Macario II (... – VI secolo) è stato il patriarca di Gerusalemme per due mandati nella seconda metà del VI secolo.
Secondo la cronotassi ufficiale del Patriarcato di Gerusalemme, il primo mandato di Macario è avvenuto nel 552 e il secondo mandato tra il 564 e il 575.
Secondo la cronotassi dei Padri Benedettini, nel 544 monaci seguaci dell'origenismo lo collocarono sulla sede di Gerusalemme come uomo della loro fazione. L'imperatore annullò però l'elezione dopo due mesi, cacciò Macario e lo sostituì con Eustochio per diciannove anni. Dopo la deposizione del rivale, Macario riprese il trono patriarcale nel 563, non prima di aver fatto condannare solennemente Origene. Governò la Chiesa di Gerusalemme fino alla sua morte nel 574 o nel 578.